# Olfert Fischers Gade
Olfert Fischers Gade er en gade i Nyboder i Indre By i København, der ligger mellem Store Kongensgade og Rigensgade. Gaden er opkaldt efter viceadmiral Olfert Fischer (1747-1829), der udmærkede sig som dansk øverstkommanderende under Slaget på Reden i 1801.

## Historie og bebyggelse
Gaden er en sammenlægning af tre gader i forlængelse af hinanden, Balsamgade, Ulvegade og Bryggerens Længe. De to første navne stammede fra kong Christian 4.'s anlæggelse af de første dele af Nyboder i 1630'erne og 1640'erne, om end husene fra den tid dog for længst er væk. Det nuværende navn er fra 1897 og skyldtes et ønske om at skabe enkelthed ved, at gader i forlængelse af hinanden fik samme navn. At søhelten blev hædret her skyldtes, at Nyboder blandt andet er bygget som boliger for flådens mandskab.
Bryggerens Længe lå mellem Store Kongensgade og Borgergade. Her består den nutidige bebyggelse dels af etageejendomme og dels af nogle mindre bygninger i to-tre etager.
Ulvegade lå mellem Borgergade og den nuværende gade Gammelvagt, en rest fra da Adelgade blev rettet ud i 1870'erne. På den sydlige side ligger der her klassiske toetages gule Nyboder-huse fra 1750'erne. På den nordlige side mellem Borgergade og Sankt Pauls Plads ligger en række af de toetages såkaldte Grå Stokke, som arkitekten Olaf Schmidth opførte en række af i kvarteret omkring 1890. De var inspireret af tidens arbejderboliger men tilpasset Nyboders eksisterende arkitektur.
Balsamgade lå mellem Gammelvagt og Rigensgade. Her ligger der flere etageejendomme omkring krydset med Kronprinsessegade. Mere markant er dog dobbelthusene, som ligger mellem Olfert Fischers Gade og parallelgaden Sankt Pauls Gade. De består af to boligkareer opført i 1977-1979 for Arbejderne Kooperative Byggeforening som to firlængede gårde med en fælles plads imellem.